# Rechtsakt zur Cybersicherheit
Mit dem Rechtsakt zur Cybersicherheit, Langtitel Verordnung (EU) 2019/881 des Europäischen Parlaments und des Rates vom 17. April 2019 über die ENISA (Agentur der Europäischen Union für Cybersicherheit) und über die Zertifizierung der Cybersicherheit von Informations- und Kommunikationstechnik, wird zum einen das Mandat der Agentur der Europäischen Union für Cybersicherheit (ENISA) gestärkt und zum anderen ein EU-weit geltendes Rahmenwerk für die IT-Sicherheitszertifizierung von Produkten, Dienstleistungen und Prozessen etabliert. Am 27. Juni 2019 trat die Verordnung in Kraft und hat damit die Verordnung (EU) Nr. 526/2013 ersetzt.

## Regelungen im Detail
Der Rechtsakt zur Cybersicherheit wurde 2017 als Teil eines umfangreichen Maßnahmenpakets zur Erhöhung der Cybersicherheit und zur Stärkung der Resilienz gegen Cyberangriffe der Europäischen Union eingebracht.
Er beinhaltet im Detail:
- Ein dauerhaftes Mandat für die Agentur der Europäischen Union für Cybersicherheit (ENISA) sowie eine deutliche Aufstockung der finanziellen und personellen Mittel der Agentur. Damit soll ENISA in die Lage versetzt werden, die Cybersicherheitskapazitäten in der Europäischen Union zu erhöhen und damit die Abwehrbereitschaft zu fördern. Die ENISA wird zudem als unabhängiges Kompetenzzentrum agieren. Ziel des Zentrums ist zum einen die Förderung eines Problembewusstseins bei Bürgern und Unternehmen und zum anderen die Unterstützung der EU-Organe sowie der Mitgliedstaaten bei der Entwicklung und Umsetzung von politischen Rahmenbedingungen im Bereich der Cybersicherheit.
- Die Schaffung eines EU-Rahmens für die IT-Sicherheitszertifizierung von Produkten, Dienstleistungen und Prozessen. Durch den Rahmen wird für die IT-Sicherheitszertifizierung von Produkten, Dienstleistungen und Prozessen eine zentrale Anlaufstelle etabliert. Die Zertifikate gelten in allen Mitgliedsstaaten der Europäischen Union und geben Auskunft über die erfüllten Anforderungen an IT-Sicherheit. Dabei wird die Kritikalität des zu zertifizierenden Produktes, Dienstleistung oder Prozesses beachtet.[4]

## Wirkung bei Verbraucher und Unternehmen
Der Rechtsakt zur Cybersicherheit der EU-Kommission ist ein wichtiger Schritt hin zu mehr Sicherheit im europäischen digitalen Binnenmarkt und zu größerem Vertrauen auch in das Internet der Dinge (IoT).
Ein rechtlicher Rahmen – der Prüfverfahren zur Zertifizierung von Produkten, Dienstleistungen und Prozessen auf europäischer Ebene harmonisiert – kann einen positiven Effekt auf das Risikomanagement in den betroffenen Unternehmen haben. Ein Ziel des Rechtsakt zur Cybersicherheit muss es auch sein, mehr Rechtssicherheit für paneuropäisch tätige Unternehmen zu schaffen. Zum anderen bringt die Verordnung Klarheit für den Verbraucher. Die Zertifikate sollen durch einen „Beipackzettel“ für den Verbraucher sichtbar gemacht werden und unterstützen ihn damit bei einer verantwortungsvollen Kaufentscheidung. Ähnlich wie schon für die EU Datenschutz-Grundverordnung in Art. 25 werden durch den Rechtsakt zur Cybersicherheit erstmals Security by Design und Security by Default als Regelungsprinzipien für sicherheitsrelevante Produkte festgeschrieben.